# Vaucresson
Vaucresson település Franciaországban, Hauts-de-Seine megyében. Lakosainak száma 8506 fő (2022. január 1.). Vaucresson Marnes-la-Coquette, La Celle-Saint-Cloud, Rueil-Malmaison, Garches, Versailles és Le Chesnay-Rocquencourt községekkel határos.

## Népesség
A település népessége az elmúlt években az alábbi módon változott:
| Lakosok száma | 8816 | 8688 | 8954 | 8667 | 8660 | 8683 | 8627 | 8566 | 8506 |
|               | 2013 | 2015 | 2016 | 2017 | 2018 | 2019 | 2020 | 2021 | 2022 |